# Яшин (хутор)
Я́шин — хутор в Александрово-Гайском районе Саратовской области России. Входит в состав Александрово-Гайского муниципального образования.

## История
Хутор основан 13 ноября 2002 года постановлением Саратовской областной думы № 3-74.

## Население
| 2010 | 2018 |
| ---- | ---- |
| 19   | ↗26  |

## Улицы
На хуторе имеется одна улица — Степная.